# Metaterpna
Metaterpna là một chi bướm đêm thuộc họ Geometridae.